# Irmtraud
Irmtraud ist ein deutscher weiblicher Vorname.

## Herkunft
Der Name stammt von dem Althochdeutschen ermin/irmin  „groß“, „gewaltig“ und trûen, trûwen „glauben“, „vertrauen“, „hoffen“, eng verwandt mit Treue, seit Osthoff aus der idg. wurzel *dereŭo-drū „fest“, „Baum“ hergeleitet.

## Namenstag
29. April,  29. Mai,  21. Oktober

## Varianten
- Irmtraut, Irmi

## Bekannte Namensträgerinnen
Irmtraud
- Irmtraud von Andrian-Werburg (1943–2019), deutsche Historikerin und Archivdirektorin
- Irmtraud Fischer (* 1957), österreichische Theologin und Professorin
- Irmtraud Kremp (* 1934), deutsche Übersetzerin und Science-Fiction-Autorin
- Irmtraud Morgner (1933–1990), deutsche Schriftstellerin
- Irmtraud Ohme (1937–2002), deutsche Bildhauerin
- Irmtraud Richardson (* 1945), deutsche Journalistin, Hörfunkkorrespondentin und Fernsehmoderatorin
- Irmtraud Tarr (* 1950), deutsche Konzertorganistin, Autorin und Psychotherapeutin

Irmtraut
- Irmtraut Hieblinger (1928–1997), österreichische Dichterin
- Irmtraut Karlsson (* 1944), österreichische Psychologin, Schriftstellerin und Politikerin (SPÖ)
- Irmtraut Munro (* 1944), deutsche Ägyptologin
- Irmtraut Wäger (1919–2014), deutsche Entwicklungshelferin und Menschenrechtlerin